# Tour de Normandie 2007
Il Tour de Normandie 2007, ventisettesima edizione della corsa, valido come prova del circuito UCI Europe Tour 2007 categoria 2.2, si svolse in 8 tappe dal 26 marzo al 1º aprile 2007 su un percorso totale di 1 055,8 km, con partenza da Mondeville e arrivo a Caen. Fu vinto dall'olandese Martijn Maaskant del Rabobank Continental Team, che terminò la corsa in 25 ore 49 minuti 1 secondo, alla media di 40,89 km/h.

## Tappe
| Tappa  | Data      | Percorso                               | km     | Vincitore di tappa   | Leader cl. generale |
| ------ | --------- | -------------------------------------- | ------ | -------------------- | ------------------- |
| prol.  | 26 marzo  | Mondeville (Cron. individuale)         | 5,8    | Lars Boom            | Lars Boom           |
| 1ª     | 27 marzo  | Mondeville > Forges-les-Eaux           | 211    | Mattia Gavazzi       | Lars Boom           |
| 2ª     | 28 marzo  | Forges-les-Eaux > Aubevoye             | 60     | Mattia Gavazzi       | Lars Boom           |
| 3ª     | 28 marzo  | Gaillon > Elbeuf                       | 77     | Mattia Gavazzi       | Lars Boom           |
| 4ª     | 29 marzo  | Elbeuf > Flers                         | 188    | Andrej Kljuev        | Mirko Allegrini     |
| 5ª     | 30 marzo  | Domfront > Condé-sur-Noireau           | 208    | Kristof De Zutter    | Martijn Maaskant    |
| 6ª     | 31 marzo  | Condé-sur-Noireau > Bagnoles-de-l'Orne | 164    | Noan Lelarge         | Martijn Maaskant    |
| 7ª     | 1º aprile | Bagnoles-de-l'Orne > Caen              | 142    | Edvald Boasson Hagen | Martijn Maaskant    |
| Totale | Totale    | Totale                                 | 1055,8 |                      |                     |

## Dettagli delle tappe

### Prologo
- 26 marzo: Mondeville – Cronometro individuale – 5,8 km

Risultati
| Pos. | Corridore        | Squadra        | Tempo |
| ---- | ---------------- | -------------- | ----- |
| 1    | Lars Boom        | Rabobank Cont. | 7'08" |
| 2    | Martín Garrido   | Duja-Tavira    | a 4"  |
| 3    | Martijn Maaskant | Rabobank Cont. | s.t.  |

| Pos. | Corridore        | Squadra        | Tempo |
| ---- | ---------------- | -------------- | ----- |
| 1    | Lars Boom        | Rabobank Cont. | 7'08" |
| 2    | Martín Garrido   | Duja-Tavira    | a 4"  |
| 3    | Martijn Maaskant | Rabobank Cont. | s.t.  |

### 1ª tappa
- 27 marzo: Mondeville > Forges-les-Eaux – 211 km

Risultati
| Pos. | Corridore       | Squadra        | Tempo    |
| ---- | --------------- | -------------- | -------- |
| 1    | Mattia Gavazzi  | Kio Ene        | 5h19'54" |
| 2    | Simone Cadamuro | Kio Ene        | s.t.     |
| 3    | Evgenij Popov   | Rabobank Cont. | s.t.     |

| Pos. | Corridore        | Squadra        | Tempo    |
| ---- | ---------------- | -------------- | -------- |
| 1    | Lars Boom        | Rabobank Cont. | 5h27'02" |
| 2    | Martín Garrido   | Duja-Tavira    | a 4"     |
| 3    | Martijn Maaskant | Rabobank Cont. | s.t.     |

### 2ª tappa
- 28 marzo: Forges-les-Eaux > Aubevoye – 60 km

Risultati
| Pos. | Corridore        | Squadra        | Tempo    |
| ---- | ---------------- | -------------- | -------- |
| 1    | Mattia Gavazzi   | Kio Ene        | 1h16'13" |
| 2    | Jürgen Roelandts | Davitamon      | s.t.     |
| 3    | Tom Veelers      | Rabobank Cont. | s.t.     |

| Pos. | Corridore      | Squadra        | Tempo    |
| ---- | -------------- | -------------- | -------- |
| 1    | Lars Boom      | Rabobank Cont. | 6h50'23" |
| 2    | Martín Garrido | Duja-Tavira    |          |
| 3    | Tom Leezer     | Rabobank Cont. |          |

### 3ª tappa
- 28 marzo: Gaillon > Elbeuf – 77 km

Risultati
| Pos. | Corridore      | Squadra        | Tempo    |
| ---- | -------------- | -------------- | -------- |
| 1    | Mattia Gavazzi | Kio Ene        | 1h40'37" |
| 2    | Evgenij Popov  | Rabobank Cont. | s.t.     |
| 3    | Martín Garrido | Duja-Tavira    | s.t.     |

| Pos. | Corridore      | Squadra        | Tempo    |
| ---- | -------------- | -------------- | -------- |
| 1    | Lars Boom      | Rabobank Cont. | 8h23'52" |
| 2    | Martín Garrido | Duja-Tavira    |          |
| 3    | Tom Leezer     | Rabobank Cont. |          |

### 4ª tappa
- 29 marzo: Elbeuf > Flers – 188 km

Risultati
| Pos. | Corridore          | Squadra      | Tempo    |
| ---- | ------------------ | ------------ | -------- |
| 1    | Andrej Kljuev      | Moscow Stars | 4h48'56" |
| 2    | Mirko Allegrini    | Kio Ene      | s.t.     |
| 3    | Kristoffer Nielsen | Team GLS     | a 39"    |

| Pos. | Corridore          | Squadra        | Tempo     |
| ---- | ------------------ | -------------- | --------- |
| 1    | Mirko Allegrini    | Kio Ene        | 13h13'18" |
| 2    | Martijn Maaskant   | Rabobank Cont. | a 12"     |
| 3    | Kristoffer Nielsen | Team GLS       | a 16"     |

### 5ª tappa
- 30 marzo: Domfront > Condé-sur-Noireau – 208 km

Risultati
| Pos. | Corridore         | Squadra        | Tempo    |
| ---- | ----------------- | -------------- | -------- |
| 1    | Kristof De Zutter | Davitamon      | 5h15'37" |
| 2    | Jean-Luc Delpech  | Bretagne       | s.t.     |
| 3    | Martijn Maaskant  | Rabobank Cont. | a 3"     |

| Pos. | Corridore          | Squadra        | Tempo     |
| ---- | ------------------ | -------------- | --------- |
| 1    | Martijn Maaskant   | Rabobank Cont. | 18h29'06" |
| 2    | Kristoffer Nielsen | Team GLS       |           |
| 3    | Tom Leezer         | Rabobank Con.  |           |

### 6ª tappa
- 31 marzo: Condé-sur-Noireau > Bagnoles-de-l'Orne – 164 km

Risultati
| Pos. | Corridore            | Squadra       | Tempo    |
| ---- | -------------------- | ------------- | -------- |
| 1    | Noan Lelarge         | Bretagne      | 3h50'20" |
| 2    | Edvald Boasson Hagen | Maxbo Bianchi | a 49"    |
| 3    | Davide Gavazzi       | Kio Ene       | s.t.     |

| Pos. | Corridore          | Squadra        | Tempo     |
| ---- | ------------------ | -------------- | --------- |
| 1    | Martijn Maaskant   | Rabobank Cont. | 22h20'15" |
| 2    | Kristoffer Nielsen | Team GLS       |           |
| 3    | Tom Leezer         | Rabobank Con.  |           |

### 7ª tappa
- 1º aprile: Bagnoles-de-l'Orne > Caen – 142 km

Risultati
| Pos. | Corridore            | Squadra       | Tempo    |
| ---- | -------------------- | ------------- | -------- |
| 1    | Edvald Boasson Hagen | Maxbo Bianchi | 3h28'46" |
| 2    | Mattia Gavazzi       | Kio Ene       | s.t.     |
| 3    | Jürgen Roelandts     | Davitamon     | s.t.     |

| Pos. | Corridore          | Squadra        | Tempo     |
| ---- | ------------------ | -------------- | --------- |
| 1    | Martijn Maaskant   | Rabobank Cont. | 25h49'01" |
| 2    | Kristoffer Nielsen | Team GLS       | a 8"      |
| 3    | Tom Leezer         | Rabobank Con.  | a 59"     |

## Classifiche finali

### Classifica generale
| Pos. | Corridore            | Squadra        | Tempo     |
| ---- | -------------------- | -------------- | --------- |
| 1    | Martijn Maaskant     | Rabobank Cont. | 25h49'01" |
| 2    | Kristoffer Nielsen   | Team GLS       | a 8"      |
| 3    | Tom Leezer           | Rabobank Cont. | a 59"     |
| 4    | Andrej Kljuev        | Moscow Stars   | a 1'53"   |
| 5    | David Le Lay         | Bretagne       | a 2'03"   |
| 6    | Mirko Allegrini      | Kio Ene        | a 2'06"   |
| 7    | Edvald Boasson Hagen | Maxbo Bianchi  | a 2'18"   |
| 8    | Paul van Schalen     | Ubbink-Syntec  | a 2'33"   |
| 9    | Kristof De Zutter    | Davitamon      | a 2'43"   |
| 10   | Tomáš Bucháček       | PSK Whirlpool  | a 2'46"   |